# بورجو کراتلی
بورجو کراتلی (انگلیسی: Burcu Kıratlı؛ زادهٔ ۲۳ ژوئیهٔ ۱۹۸۹) بازیگر، مدل اهل ترکیه است. وی از سال ۲۰۱۰ میلادی تاکنون مشغول فعالیت بوده‌است.
از فیلم‌ها یا برنامه‌های تلویزیونی که وی در آن نقش داشته‌است می‌توان به قیام ارطغرل اشاره کرد.